# Vallby socken, Södermanland
Vallby socken i Södermanland ingick i Österrekarne härad och är sedan 1971 en del av Eskilstuna kommun, från 2016 inom Kafjärdens distrikt.
Socknens areal är 21,73 kvadratkilometer, varav 21,63 land. År 1953 fanns här 378 invånare.  Sockenkyrkan Vallby kyrka ligger i socknen.  

## Administrativ historik
Vallby socken har medeltida ursprung. 
Vid kommunreformen 1862 övergick socknens ansvar för de kyrkliga frågorna till Vallby församling och för de borgerliga frågorna till Vallby landskommun. Landskommunen inkorporerades 1952 i Kafjärdens landskommun som 1971 uppgick i Eskilstuna kommun. Församlingen uppgick 1995 i Kafjärdens församling.
1 januari 2016 inrättades distriktet Kafjärden, med samma omfattning som Kafjärdens församling fick 1995, och vari detta sockenområde ingår.
Socknen har tillhört län, fögderier, tingslag och domsagor enligt vad som beskrivs i artikeln Österrekarne härad.  De indelta soldaterna tillhörde Södermanlands regemente, Väster Rekarne kompani.

## Geografi
Vallby socken ligger norr om Eskilstuna söder om Mälaren och närmast öster om Torshälla och med Eskilstunaån i västra gränsen. Socknen är odlad slättbygd med kuperad skogsbygd i norr.

## Fornlämningar
Från bronsåldern finns spridda gravrösen. Från järnåldern finns cirka 30 gravfält med stensättningar. En fornborg, Vestaberget, och en runristning har påträffats.

## Namnet
Namnet (1379 Walby) kommer från kyrkbyn. Förleden är vall, 'slät, gräsbevuxen slätt'. Efterleden är by, 'gård; by'.